# 景宗 (高麗王)
景宗（けいそう、955年11月9日 - 981年8月13日）は第5代高麗王（在位：975年 - 981年）。姓は王、諱は伷、諡号は至仁成穆明恵順熙靖孝恭懿献和大王。光宗と大穆皇后皇甫氏の長男。妃は献哀王后ほか。穆宗の父。
父の光宗の代に豪族の大粛清を行い、景宗自身も父から懐疑の目を向けられ関係はよくなかったという。光宗が死去し景宗が即位すると、豪族たちは自分たちを讒言した者たちに復讐を行った。このように殺伐とした朝廷に嫌気が差し、景宗自身も酒色に溺れることが多かったというが、若くして病死した。長男の王訟（穆宗）がまだ乳児だったため、遺言で従弟の王治（成宗）を後継者に指名した。

## 家族
それぞれの妃達とは、従兄弟の関係に当たる。
- 献粛王后金氏 - 新羅敬順王の娘。母は王建と神明順成王后の娘・楽浪公主。
- 献懿王后劉氏 - 文元大王（太祖と神明順成王后の息子王貞）と文恵王后柳氏（太祖と貞徳王后柳氏の娘）の娘。
- 献哀王太后皇甫氏（964年～1029年） - 王旭（戴宗）(太祖と神静王后の息子)と宣義王后 柳氏（太祖と貞徳王后柳氏の娘）の長女。 
  - 長男：穆宗 7代国王
- 献貞王太后皇甫氏（?～992年） - 王旭（戴宗）と宣義王后 柳氏の次女（景宗亡き後、王郁（安宗）との間に顕宗をもうける）。
- 大明宮夫人（生没年未詳） - 元荘太子（太祖と貞徳王后の息子）と興芳公主（太祖と神明順成王后劉氏の娘）の娘。

## 登場作品
- 『千秋太后』（2009年 KBS）演：チェ・チョロ